# Sacrifice de poulets
Pistes de La Haine B.O.F.
Intro
(1) Sens Unik
Le vent tourne
(3)
Sacrifice de poulets est un morceau controversé du Ministère A.M.E.R., groupe de rap français, sorti en 1995. Il fait partie de la compilation La Haine, musiques inspirées du film.

## Contexte
La chanson raconte une soirée d'émeutes en banlieue parisienne. En 1995, le ministère de l'Intérieur, Jean-Louis Debré, a poursuivi le groupe, pour « provocation au meurtre », ainsi que deux revues qui avaient publié leurs propos, notamment le magazine mensuel Entrevue, dans lequel ils avaient déclaré « On dit dans notre disque qu’il faut aller brûler un commissariat et sacrifier du poulet. Quoi de plus normal ? » et « La lutte entre la jeunesse et les flics va s’intensifier et sera de plus en plus violente ». Après le procès, le groupe ne peut plus faire de concert et se sépare.

En 1998, dans un entretien avec Le Nouvel Observateur, en réponse à la question « Pensez-vous encore ce que vous avez dit dans Sacrifice de poulets ? », Stomy Bugsy déclare :

« Ce qu'on a dit à l'époque s'inscrivait dans le contexte de la promotion du film La Haine. On était dans ce mood-là. Ce n'était pas la même époque. Aujourd'hui, j'ai davantage de barbe, de fiancées, d'argent. Mais bon, je ne retire rien. »